# Jezioro Piaszczyste
Jezioro Piaszczyste – jezioro w woj. wielkopolskim, w pow. pilskim, w granicach administracyjnych Piły, leżące na terenie Doliny Środkowej Noteci.

## Charakterystyka
Jezioro położone jest na południowy zachód od centrum Piły, przy drodze wojewódzkiej nr 180. Na zachód od jeziora rozciąga się "Stobieńskie Bagno", przez które ciekami wodnymi jezioro jest połączone z rzeką Gwdą.
Na wschodnim krańcu jeziora znajduje się duża piaszczysta plaża z kąpieliskiem i restauracją. Nad jezioro z centrum miasta prowadzi ścieżka rowerowa.

## Morfometria
Powierzchnia zwierciadła wody według różnych źródeł wynosi od 6,3 ha przez 6,48 ha do 6,8 ha. Zwierciadło wody położone jest na wysokości 69,4 m n.p.m.. Średnia głębokość jeziora wynosi 3,5 m, natomiast głębokość maksymalna 5,8 m.
W oparciu o badania przeprowadzone w 2006 roku jezioro zaliczono do II klasy czystości i II kategorii podatności na degradację.

## Hydronimia
Według urzędowego spisu opracowanego przez Komisję Nazw Miejscowości i Obiektów Fizjograficznych (KNMiOF) opublikowanego przez Główny Urząd Geodezji i Kartografii (GUGiK) i udostępnionego na stronach Komisja Standaryzacji Nazw Geograficznych (KSNG) nazwa tego jeziora to Jezioro Piaszczyste. Mimo to w publikacjach spotyka się także nazwy Jezioro Święte, bądź też Jezioro Piaskowe, potocznie nazywa się je także Piachami.